# Rhinopalpa panayana
Rhinopalpa panayana är en fjärilsart som beskrevs av Hans Fruhstorfer 1913. Rhinopalpa panayana ingår i släktet Rhinopalpa och familjen praktfjärilar. Inga underarter finns listade.